# Александр Север
Марк Авре́лий Севе́р Алекса́ндр А́вгуст (лат. Marcus Aurelius Severus Alexander Augustus; 1 октября 208, Кесария Финикийская — 21 марта 235, Могонциак) — римский император c 13 марта 222 по 21 марта 235 года, последний из династии Севе́ров.

## Биография
Родился 1 октября 208 года в финикийском городе Кесария Ливанская и при рождении был наречён Марком Юлием Гессием Алексианом. Его отцом был Марк Юлий Гессий Марциан, а матерью — Юлия Авита Мамея, дочь Юлии Месы и племянница Юлии Домны и Септимия Севера. Подобно своему кузену и предшественнику Гелиогабалу, Алексиан был жрецом бога Солнца в Эмесе.
По настоянию Юлии Соэмии, а также своих матери и бабки Юлии Мамеи и Юлии Мезы, в июне 221 года  император Гелиогабал усыновил Алексиана, изменив ему имя на Александр и сделал его Цезарем; римский сенат постановил, чтобы семнадцатилетний Гелиогабал считался отцом двенадцатилетнего Александра. Когда Гелиогабал был убит вместе со своей матерью Юлией Соэмией в результате солдатского мятежа 11 марта 222 года, августом был объявлен Александр Север (13 марта 222 года).
В 226 году Александр Север женился на дочери Луция Сея Геренния Саллюстия, префекта претория (получившего после этого ранг Цезаря), Саллюстии Орбиане (в замужестве Гнея Сейя Геренния Саллюстия Барбия Орбиана Августа). Но уже в 226 году её отец был обвинён в покушении на жизнь императора. Он бежал в преторианский лагерь, где его схватили и казнили, а Саллюстия была сослана из Рима в Ливию.
В православной энциклопедии сказано:

В отличие от склонного к деспотизму предшественника А. С. стремился к восстановлению престижа и компетенции рим. сената. Характерный для правления Северов религ. синкретизм достигает при А. С. своего апогея, выразившись, в частности, в терпимом отношении к иудеям и христианам (Scr. Hist. Aug. Vita A. S. XXII 4).
Евсевий Кесарийский сообщает о многих христианах при дворе и в семье А. С. (Euseb. VI 28). Юлий Африкан посвятил А. С. свои «Вышитые пояса» (Κέστοι), а св. Ипполит - труды о воскресении. В Антиохии аудиенции у А. С. и Юлии Маммеи удостоился Ориген. В домашнем храме А. С., возможно, находилось изображение Христа наряду с изображениями Аполлония Тианского, Авраама, Орфея и др. (Vita A. S. XXIX 2).

В Палатинском дворце и в общественных сооружениях он повелел поместить изречение, услышанное им от христиан: «Не делай другому того, чего не хочешь самому себе» (Vita A. S. LI 7-8; ср. Мф 7, 12; Лк 6, 31). В свете подобных свидетельств маловероятны сообщения поздних актов о мученичестве святых Цецилии, пап Урбана I, Каликста I, Калопеда и Астерия, Мартины именно в правление А. С.— АЛЕКСАНДР СЕВЕР. www.pravenc.ru. Дата обращения: 25 января 2019.
В 231 году на востоке началась война с новообразованным государством Сасанидов, и Александр Север с матерью возглавили военные действия против персов. Хотя война была неудачной для Рима, тем не менее в 232 году status quo был восстановлен. В 233 году Юлия Мамея с сыном вернулись из Антиохии в Рим, но лишь для того, чтобы отправиться с легионами дальше на запад, в столицу Верхней Германии, Могонциак, чтобы попытаться справиться с новой угрозой: в Черном лесу перешли границу племена алеманнов. Планировалась большая военная кампания, через Рейн был построен мост, но Мамея и Александр решили прибегнуть к дипломатическим мерам и попытаться подкупить германских вождей. Это возмутило солдат XXII легиона Фортуны Перворожденной и II Парфянского легиона, и в ходе мятежа 21 марта 235 года Александр Север вместе со своей матерью были убиты легионерами. Солдаты провозгласили новым императором Максимина Фракийца, который повёл их против германцев. Сенат проклял имя Мамеи, но Александр Север в 238 году (после свержения Максимина) был обожествлён.
Со смертью Александра в империи начался период политического хаоса, вошедший в историю как эпоха «солдатских императоров».

## Первоисточники
- Геродиан. «История от Марка Аврелия»
- Лампридий. «Александр Север»